# دانشگاه داکوتای جنوبی
دانشگاه داکوتای جنوبی (به انگلیسی: University of South Dakota) تأسیس ۱۸۶۲، دانشگاهی است در ایالت داکوتای جنوبی در آمریکا.